# Nicolás Laméndola
Nicolás Emanuel Laméndola (San Miguel de Tucumán, 12 dicembre 1998) è un calciatore argentino, attaccante dell'Atl. Tucumán.

## Caratteristiche tecniche
È un'ala destra.

## Carriera
Cresciuto nel settore giovanile dell'Atl. Tucumán, debutta in prima squadra il 6 marzo 2021 in occasione dell'incontro di Coppa di Lega perso 2-1 contro il Lanús.

## Statistiche

### Presenze e reti nei club
Statistiche aggiornate al 31 luglio 2021.
| Stagione        | Squadra         | Campionato      | Campionato | Campionato | Coppe nazionali | Coppe nazionali | Coppe nazionali | Coppe continentali | Coppe continentali | Coppe continentali | Altre coppe | Altre coppe | Altre coppe | Totale | Totale |
| Stagione        | Squadra         | Comp            | Pres       | Reti       | Comp            | Pres            | Reti            | Comp               | Pres               | Reti               | Comp        | Pres        | Reti        | Pres   | Reti   |
| --------------- | --------------- | --------------- | ---------- | ---------- | --------------- | --------------- | --------------- | ------------------ | ------------------ | ------------------ | ----------- | ----------- | ----------- | ------ | ------ |
| 2021            | Atl. Tucumán    | PD              | 4          | 0          | CA+CdL          | 1+6             | 0+1             |                    | -                  | -                  |             | -           | -           | 11     | 1      |
| Totale carriera | Totale carriera | Totale carriera | 4          | 0          |                 | 7               | 1               |                    | -                  | -                  |             | -           | -           | 11     | 1      |